# Marksman (Flakpanzer)

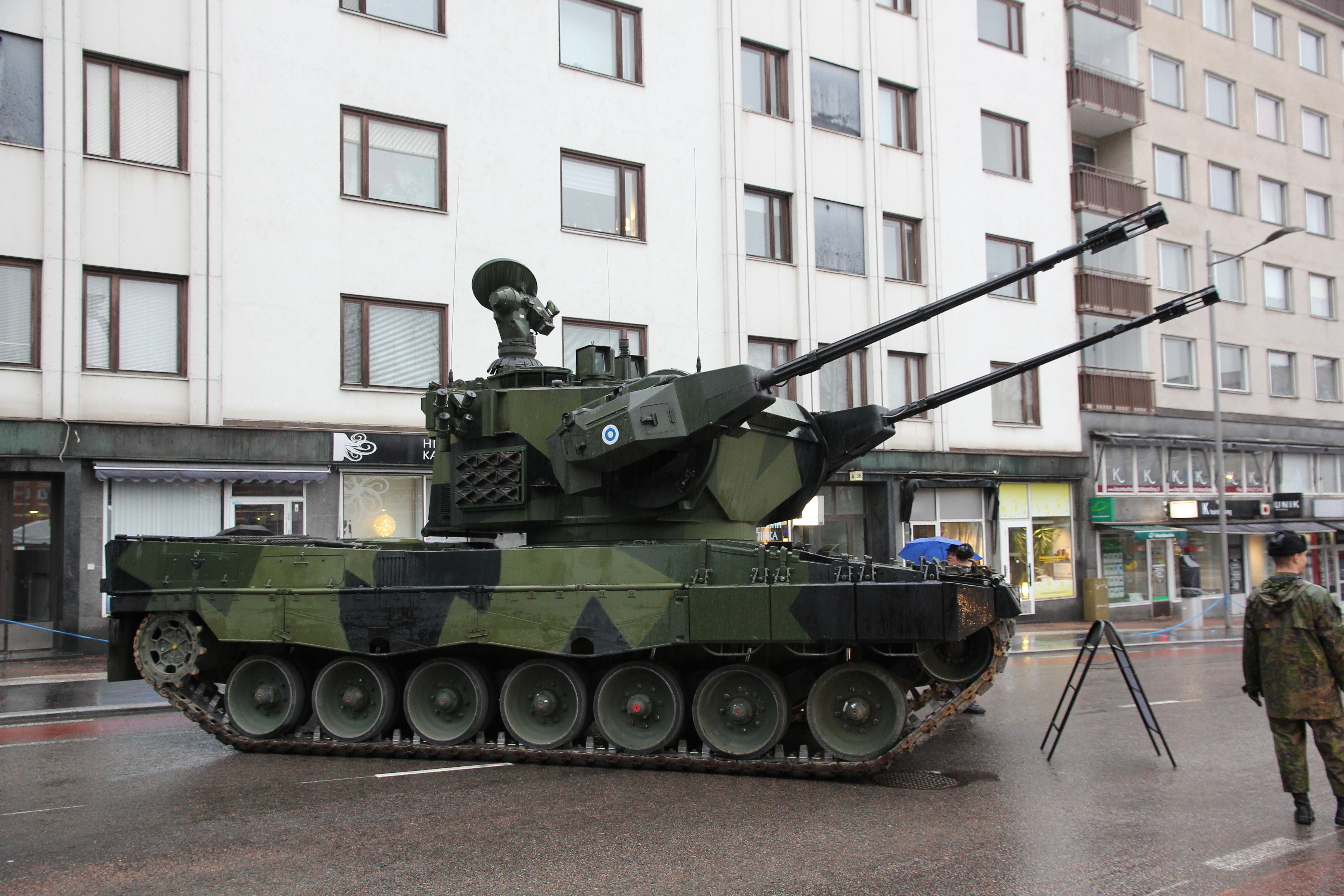
Marksman auf Leopard-2-Fahrgestell

Marksman ist ein britisches Flugabwehr-Waffensystem, bestehend aus einem Gefechtsturm mit Marconi-Series-400-Radar und zwei Oerlikon-35-mm-KDA-Maschinenkanonen. Das System wurde von Vickers entwickelt und ist dem deutschen Flugabwehrpanzer Gepard ähnlich.
Der Gefechtsturm kann auf viele Panzerfahrgestelle montiert werden, womit sehr einfach ein Flugabwehrpanzer gebaut werden kann. Der einzige Anwender dieses Waffensystems ist Finnland, das 1990 sieben Einheiten bestellte. Die Gefechtstürme wurden dabei auf polnische T-55AM-Panzerfahrgestelle montiert. Dieses System erhielt die Bezeichnung ItPsv 90 (Ilmatorjuntapanssarivaunu 90, Flugabwehrpanzer 90; die Zahl 90 bezieht sich auf das Jahr der Einführung). Zwischen 2014 und 2015 wurden die Systeme auf Leopard-2-Fahrgestelle umgesetzt, um die Flugabwehrfähigkeit von Verbänden zu erhalten. Die neue Bezeichnung lautet Leopard 2 Marksman.

## Einsatz
Der finnische ItPsv 90 Marksman wird hauptsächlich zur Luftsicherung der Panzereinheiten eingesetzt, entspricht also eher der Einsatzdoktrin des Kalten Krieges. Die Flugabwehrpanzer sind normalerweise mit dem Einsatz-Hauptquartier verbunden und bilden eine Gruppe von zwei Einheiten. Die Fahrzeuge sind allwetterkampffähig und gewährleisten durch eine zweite Besatzung eine höhere Überlebensfähigkeit im Kampf. Mit dem ItPsv 90 Marksman werden vorrangig Hubschrauber, tief fliegende Flugzeuge und UAV bekämpft. Zusätzlich ist es auch möglich, weiche und gepanzerte Bodenziele zu bekämpfen.
Das Fahrgestell des finnischen ItPsv 90 Marksman war ursprünglich ein polnischer T-55AM-Panzer, der zur Aufnahme des Gefechtsturms modifiziert wurde. Die AM-Version wurde aufgrund des hohen Gewichts des Gefechtsturms (ein T-55AM wiegt 36 Tonnen, ein T-55AM Marksman wiegt 41 Tonnen) und wegen der im Vergleich zum normalen T-55 höheren Motorleistung der AM-Version (620 PS) gewählt. Das Waffensystem wird durch ein britisches Marconi-Luftraumüberwachungs- und Folgeradar mit einer Reichweite von zwölf Kilometern im Suchmodus und zehn Kilometern im Folgemodus geführt. Der Laserentfernungsmesser misst Ziele ab acht Kilometern Entfernung. Der Kommandant und der Richtschütze haben jeweils kreiselstabilisierte optische Zielgeräte. Diese werden vor allem bei der manuellen Bedienung der Waffe für Bodenzielbekämpfung benötigt.
2010 wurde das Waffensystem aus dem Dienst genommen und eingelagert. 
Zwischen 2014 und 2015 wurden die eingelagerten Systeme durch Millog Oy auf überschüssige Leopard-2-Fahrgestelle umgesetzt; dies war nötig, um die Flugabwehrfähigkeit der Verbände zu erhalten. Das Gefechtsgewicht erreicht 49,25 Tonnen.

## Bewaffnung
Die Bewaffnung besteht aus einer Oerlikon-35-mm-Zwillingskanone mit einer kombinierten Feuerrate von 18 Schuss pro Sekunde. Die Flugabwehr-Munition hat eine Mündungsgeschwindigkeit von 1175 m/s. Die effektive Reichweite beträgt 4000 Meter. Das Fahrzeug verfügt des Weiteren über eine 76-mm-Nebelmittelwurfanlage von Wegmann mit acht Rohren. Der Gefechtsturm kann sich um 360° drehen und der Höhenrichtbereich der Waffen beträgt −10 bis +85 Grad. Als Munition werden 460 Patronen Flugabwehrmunition und 40 Patronen panzerbrechende Munition mitgeführt.
Es gilt als sehr präzises Flugabwehrkanonen-Waffensystem mit einer dokumentierten Trefferwahrscheinlichkeit von 52,44 Prozent.

## Ausrüstung/Besatzung

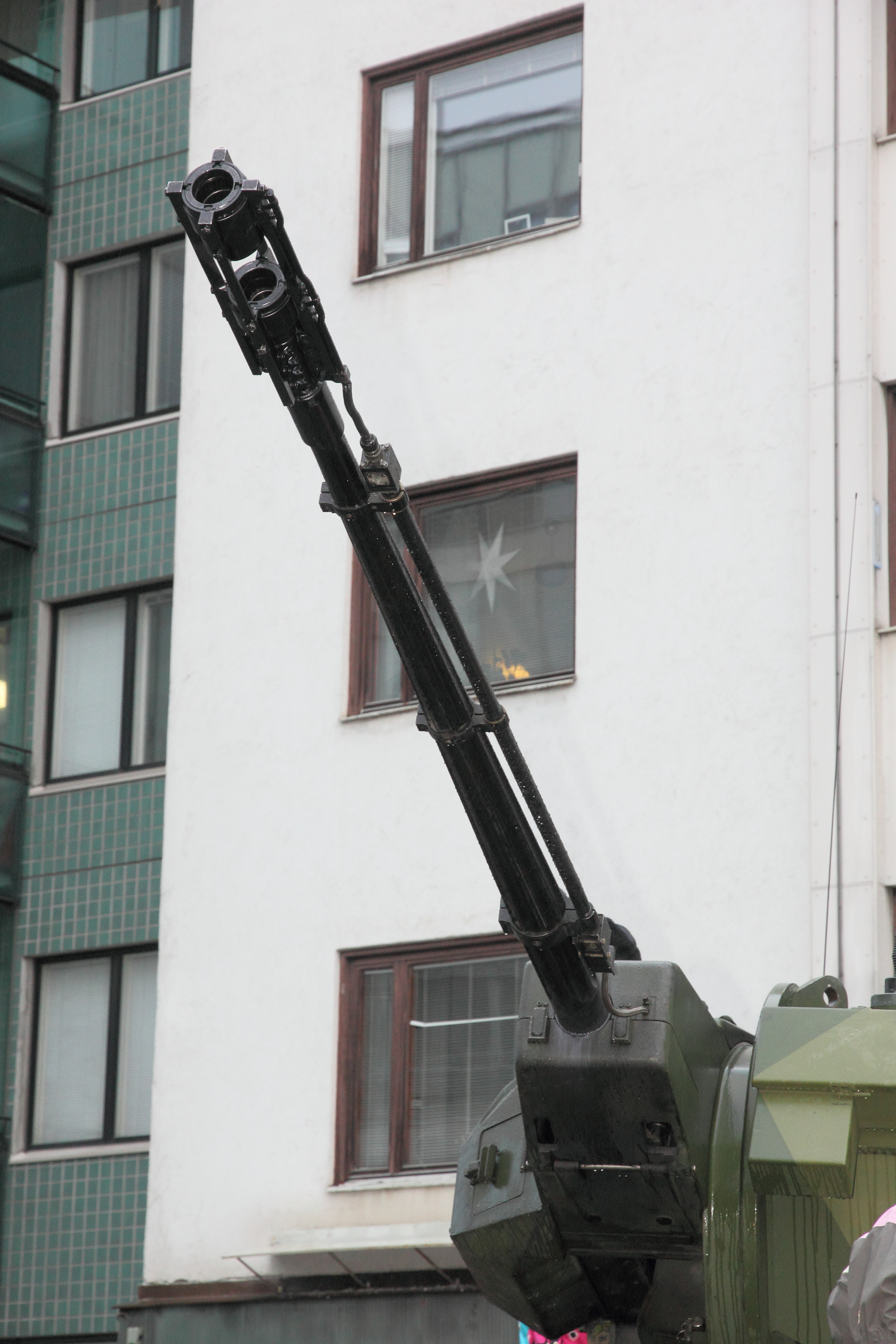
Die rechte der beiden 35-mm-Kanonen

Im Fahrzeug sind weiterhin drei Funkgeräte für die Feuerkontrolle und Kommunikation eingebaut. Die dreiköpfige Besatzung besteht aus dem Kommandanten, dem Richtschützen und dem Fahrer. Um eine Einsatzbereitschaft rund um die Uhr sicherzustellen, wird im Kampfeinsatz abwechselnd eine zweite Besatzung eingesetzt.

## Technische Daten
|                     | T-55AM Marksman                                                   | Leopard 2 Marksman                                                              |                                                        |
| ------------------- | ----------------------------------------------------------------- | ------------------------------------------------------------------------------- | ------------------------------------------------------ |
| Ursprung:           | Vereinigtes Königreich (Turm), Polen (Wanne), Schweiz (Geschütze) | Vereinigtes Königreich (Turm), Deutschland (Wanne), Schweiz (Geschütze)         |                                                        |
| Typ:                | Flugabwehrkanonenpanzer                                           | Flugabwehrkanonenpanzer                                                         | Flugabwehrkanonenpanzer                                |
| Gewicht:            | 41 t                                                              | 49,255 t                                                                        |                                                        |
| Federung:           | Torsionsfeder                                                     | Torsionsfeder                                                                   | Torsionsfeder                                          |
| Hauptbewaffnung:    | 2 × Oerlikon-35-mm-KDA-Maschinenkanonen                           | 2 × Oerlikon-35-mm-KDA-Maschinenkanonen                                         | 2 × Oerlikon-35-mm-KDA-Maschinenkanonen                |
| Munition:           | 460 Flugabwehr- und 40 panzerbrechende Granaten                   | 460 Flugabwehr- und 40 panzerbrechende Granaten                                 | 460 Flugabwehr- und 40 panzerbrechende Granaten        |
| Sekundärbewaffnung: | Nebelmittelwurfanlage mit 8 Rohren                                | Nebelmittelwurfanlage mit 8 Rohren                                              | Nebelmittelwurfanlage mit 8 Rohren                     |
| Motor:              | V12-Dieselmotor Kharkiv W-55U                                     | V12-Dieselmotor MTU MB 873-Ka 501 mit zwei Abgasturboladern und Ladeluftkühlung |                                                        |
| Motorleistung:      | 462 kW (620 PS)                                                   | 1103,25 kW (1500 PS)                                                            |                                                        |
| Besatzung:          | 3 (Fahrer, Richtschütze, Kommandant) + Ersatzbesatzung            | 3 (Fahrer, Richtschütze, Kommandant) + Ersatzbesatzung                          | 3 (Fahrer, Richtschütze, Kommandant) + Ersatzbesatzung |

## Verwendung
- Finnland: 7 Einheiten